# 小林憲司
小林 憲司（こばやし けんじ、1964年7月4日 - ）は、日本の政治家。元衆議院議員（2期）。議員在職中は民主党に所属していた。
衆院選落選直後、覚醒剤取締法違反の容疑（使用）で逮捕されたことで知られる。

## 経歴
- 1964年 名古屋の私学愛知淑徳学園創始者の小林清作を曽祖父にもつ教育一家に生まれる[3]
- 1977年 東海中学校入学
- 1983年 東海高等学校卒業
- 1989年 米国ウエストバージニア州立大学アートアンドサイエンス学部卒業
- 1989年 山根短資（現ヤマネプレボン）外国部入社、東京勤務
- 1992年 マーシャル社（英国）入社、シンガポール支社勤務
- 1993年 マーシャル社、CMTS社合併、マーシャルCMTS社香港支社勤務
- 1994年 上田ハーロー入社、東京勤務
- 1996年 インターキャピタル社（英国）香港支社・ロンドン本社勤務
- 1997年 退社し帰国
- 1999年 民主党愛知県第7区総支部長就任
- 2000年 第42回衆議院議員総選挙　愛知県第7区当選[4][5][2]
- 2003年 第43回衆議院議員総選挙　愛知県第7区当選[2]
- 2005年
  - 9月11日 第44回衆議院議員総選挙　愛知県第7区落選[2]
  - 9月18日 覚せい剤取締法違反の疑いで逮捕[1]

## 不祥事

### 覚せい剤取締法違反容疑での逮捕
2005年9月18日、覚醒剤取締法違反の疑いで私設秘書2名とともに逮捕された。警視庁の内偵捜査により、私設秘書経由で小林の手に覚せい剤が渡り、議員時代から選挙活動中の時まで頻繁に覚せい剤を使用したとされた。
これを受けて、民主党は同年9月20日の常任幹事会で除籍（除名）するとともに、衆議院比例東海ブロックの名簿の登録を抹消した。これは、小林が次点であったため、繰り上げ当選ができないようにするための措置である。なお、逮捕7日前に執行された第44回衆議院議員総選挙の民主党のマニフェストでは覚せい剤の撲滅を記載していた。
同年12月16日に名古屋地方裁判所より懲役2年・執行猶予3年（求刑：懲役2年）の有罪判決が言い渡された。2008年末、執行猶予満了。

## 特記事項
- ニックネームは「コバケン」。キャッチフレーズは「断固やるべし!」。
- 山尾志桜里 - 愛知7区の後任候補。